# The Courtship of Eddie's Father
The Courtship of Eddie's Father is een Amerikaanse filmkomedie uit 1963 onder regie van Vincente Minnelli.

## Verhaal
De rijke weduwnaar Tom Corbett woont samen met zijn zoontje Eddie. Hij kiest bijna de verkeerde vrouw om mee te hertrouwen. Dankzij de pienterheid van zijn zoon ontdekt hij op tijd de vrouw van zijn dromen.

## Rolverdeling
| Acteur           | Personage          |
| ---------------- | ------------------ |
| Glenn Ford       | Tom Corbett        |
| Shirley Jones    | Elizabeth Marten   |
| Stella Stevens   | Dollye Daly        |
| Dina Merrill     | Rita Behrens       |
| Roberta Sherwood | Mevrouw Livingston |
| Ron Howard       | Eddie Corbett      |
| Jerry Van Dyke   | Norman Jones       |